# Apagobelus brevirostris
Espèce
Apagobelus brevirostris est une espèce d'insectes coléoptères de la famille des Belidae.